# Diagram TAS
Diagram TAS (iz angleškega Total Alkali Silica – celotne alkalije proti SiO2) je petrološki diagram za razvrščanje večine običajnih vulkanskih kamnin, ki temelji na razmerju med vsebnostjo alkalij (Na2O in K2O) in vsebnostjo silicijevega dioksida (SiO2). Razmerje  ima  pomembno vlogo pri določanju aktualne in normativne mineralogije kamnine.  
Diagram se uporablja za kamnine, v katerih se ne da določiti modalne vsebnosti mineralov, ki je potrebna za klasificiranje z diagramom QAPF. Vsebnost mineralov je zlasti težko določiti v finozrnatih in steklastih kamninah.

## Diagram
Diagram TAS je razdeljen na 15 področij. Oznake posameznih področij, se pravi imena kamnin, večinoma ustrezajo imenom v diagramu QAPF. Oznake posameznih področij pomenijo:
| Ime kamnine            | Oznaka | Opomba |
| ---------------------- | ------ | --- |
| Foidit                 | F      | Če je mogoče, se poimenuje po najpogostejšem foidu. V to področje spada tudi melilitit, ki se lahko razloči z dodatnimi kemijskimi merili. |
| Pikrobazalt            | Pc     | |
| Bazanit in tefrit      | U1     | Ločevanje po normativni mineralogiji (CIPW ali Barth-Niggli).                                                                              |
| Fonotefrit             | U2     | |
| Tefritfonolit          | U3     | |
| Fonolit                | Ph     | |
| Bazalt                 | B      | Ločevanje po normativni mineralogiji (CIPW ali Barth-Niggli).                                                                              |
| Trahibazalt            | S1     | Z natrijem ali kalijem bogata različka sta havaiit in kalijev trahibazalt.                                                                 |
| Bazaltski trahiandezit | S2     | Z natrijem ali kalijem bogata različka sta mugearit in šošonit.                                                                            |
| Trahiandezit           | S3     | Z natrijem ali kalijem bogata različka sta benmoreit in latit.                                                                             |
| Trahit in trahidacit   | T      | Ločevanje po normativni mineralogiji (CIPW ali Barth-Niggli).                                                                              |
| Bazaltski andezit      | O1     | |
| Andezit                | O2     | |
| Dacit                  | O3     | |
| Riolit                 | R      | |

Opomba: oznaka "natrijev" pomeni, da je vsebnost Na2O > K2O, "kalijev" pa da je vsebnost K2O > Na2O.

## Vira
- R. W. Le Maitre et al.: Igneous Rocks: A Classification and Glossary of Terms: : Recommendations of the International Union of Geological Sciences Subcommission on the Systematics of Igneous Rocks. 252 S., Cambridge University Press 2005. ISBN 978-0-521-61948-6.
- Albert Johannsen, A Descriptive Petrography of the Igneous Rocks. Volume 1, Introduction, Textures, Classifications, and Glossary. The University of Chicago Press, Chicago, Illinois, 1937.